# Amida nigropectoralis
Amida nigropectoralis – gatunek chrząszcza z rodziny biedronkowatych i podrodziny Coccinellinae.
Gatunek ten został opisany w 1979 roku przez Panga Xiongfeia i Mao J. jako Ortalia nigropectoralis. W 2000 roku przeniesiony został do rodzaju Amida przez Yu Guoyue.
Chrząszcz o ciele długości od 4,5 do 5,9 mm i szerokości od 3,9 do 4,1 mm. Na żółtym do żółtawobrązowego wierzchu ciała brak czarnych znaków. Zapiersie i środkowe części dwóch początkowych sternitów odwłoka czarne. Boki ciała łukowate. Odległość między wielobarwnie połyskującymi oczami półtora raza większa niż ich szerokość. Odnóża smukłe. Samiec ma łukowate krawędzie boczne szóstego sternitu odwłoka oraz dwie przydatki na wierzchołku sipho: jedną łyżeczkowatą i jedną zakrzywioną, nitkowatą.
Owad znany tylko z Junnanu w Chinach.